# Chavadihal, Indi
Chavadihal là một làng thuộc tehsil Indi, huyện Bijapur, bang Karnataka, Ấn Độ.